# La Barge
La Barge è un centro abitato (town) degli Stati Uniti d'America, situato nella Contea di Lincoln nello Stato del Wyoming. Nel censimento del 2000 la popolazione era di 431 abitanti.

## Geografia fisica
Secondo i rilevamenti dell'United States Census Bureau, la località di La Barge si estende su una superficie di 2,3 km², tutti occupati da terre.

## Popolazione
Secondo il censimento del 2000, a La Barge vivevano 431 persone, ed erano presenti 113 gruppi familiari. La densità di popolazione era di 191,0 ab./km². Nel territorio comunale si trovavano 234 unità edificate. Per quanto riguarda la composizione etnica degli abitanti, il 96,06% era bianco, lo 0,46% era nativo, lo 0,23% proveniva dall'Oceano Pacifico, lo 0,70% apparteneva ad altre etnie e il 2,55% a due o più. La popolazione ispanica corrispondeva all'1,86% degli abitanti.
Per quanto riguarda la suddivisione della popolazione in fasce d'età, il 32,5% era al di sotto dei 18, il 5,8% fra i 18 e i 24, il 31,3% fra i 25 e i 44, il 24,1% fra i 45 e i 64, mentre infine il 6,3% era al di sopra dei 65 anni di età. L'età media della popolazione era di 38 anni. Per ogni 100 donne residenti vivevano 114,4 uomini.